# World Wide Technology
World Wide Technology, Inc. (WWT, Уърлд уайд технолъджи) е частен доставчик на технологични услуги със седалище в Сейнт Луис, Мисури. Компанията има годишен приход от 13,4 милиарда долара (USD) и в нея служат 7000 души. WWT посочва областите си на работа като много-облачна архитектура, устойчивост на бизнеса при кризи, дигитално работно пространство, компютърна сигурност, автоматизация и оркестриране на дигитални процеси, центрове за данни, анализ на данни и изкуствен интелект, компютърни мрежи, създаване на приложен софтуер, мобилни мрежи. Фирмата предоставя и консултантски услуги.

## История
„World Wide Technology“ е основана от Дейвид Стюард и Джим Кавано през юли 1990 г. с цел търговия на технологично оборудване.
През 1994 г. WWT сключва партньорство със Сиско за препродажба на хардуер и софтуер. WWT също започва партньорства с технологични компании като Дел, Хюлет-Пакард, Интел, Майкрософт, NetApp, F5, таний и VMware.
WWT отваря първия си склад през 1996 г. и към 2021 г. има 20+ съоръжения със 180+ хиляди квадратни метра складово, дистрибуторско и интеграционно пространство.
WWT създава първото си мащабно съоръжение за събиране и опаковане на компоненти в Сейнт Луис, за да увеличи капацитета си за сигурна системна конфигурация. Допълнителни подобни съоръжения са създадени в Амстердам и Сингапур (2015 г) и Мумбай (2019 г. ).
През 2009 г. WWT открива Център за напреднали технологии, за да позволи на инженери, клиенти и партньори да оценяват хардуерни и софтуерни продукти. Центърът за напреднали технологии е достъпен онлайн.
През 2015 г. WWT придобива базираната в Сейнт Луис софтуерна компания „Asynchrony“. 
През 2020 г. WWT получава награда „Webby“ в категориите „Здраве и фитнес“ и „Избор на хората“ за приложението си за грижи за пациентите в детската изследователска болница „Свети Джуд“.
WWT е включен в списъка на Fortune 100-те най-добри компании за работа от 2012 – 2020 г. 
През 2021 г. списание „Тайм“ обявява WWT сред 100-те най-влиятелни компании в категорията „Лидери“.